# Rio Brebu (Bâsca)
O Rio Brebu é um rio da Romênia afluente do Rio Bâsca Mică, localizado no distrito de Buzău.